# TUSEM Essen
L'associació Turn- und Sportverein Essen-Margarethenhöhe e.V. 1926, més coneguda per TuSEM Essen, és una societat esportiva alemanya de la ciutat d'Essen, amb diverses seccions com futbol, atletisme, natació o bàsquet, si bé la secció estrella i que l'ha donat a conèixer és la d'handbol, la qual disputa actualment la 1a Divisió de la Bundesliga. També ha guanyat en 3 ocasions la Copa d'Alemanya.
El seu primer títol fou la Bundesliga de la temporada 1985/86, a la que seguiria la de 1986/87. L'any 1988 perdé la final de la Copa d'Europa d'handbol enfront del CSKA Moskvà, això no obstant, l'any següent aconseguiria imposar-se en la Recopa d'Europa i novament a la Bundesliga.
L'any 1994 guanyà la City Cup i l'any 2005 la Copa EHF.

## Palmarès
- 1 Recopa d'Europa: 1989
- 1 Copa EHF: 2005
- 1 City Cup: 1994
- 3 Lligues alemanyes: 1986, 1987 i 1989
- 3 Copes alemanyes: 1988, 1991 i 1992